# 鬼ごっこ!
『鬼ごっこ!』（おにごっこ）は、2011年3月31日にALcotより発売されたアダルトゲームである。2011年9月30日には『鬼ごっこ! ファンディスク』が発売された。2013年6月27日にはPSP版『鬼ごっこ! Portable』が発売された。
『鬼ごっこ!』と『鬼ごっこ! ファンディスク』は2011年に発売された美少女ゲームを対象とする年間売り上げランキングでそれぞれ47位・48位を獲得した。『鬼ごっこ! Portable』は2013年6月27日から2013年12月29日までに7,567本の売り上げがあった。『鬼ごっこ!』と『鬼ごっこ! Portable』の評価については批評・分析を参照。

## ゲームシステム
本作は恋愛アドベンチャーゲームであり、主人公である浦部 圭介（うらべ けいすけ）の視点から紡がれる文章をプレイヤーは読み進めていく。文章は小説のように地の文と会話文から構成される。ゲームを進めていくことでプレイヤーは特別なCGを閲覧できる。本作にはCGやBGMを鑑賞できる機能が搭載されており、ゲームを1回以上クリアするとこの機能を使用出来るようになる。
本作は選んだ選択肢により異なった結末に向かって物語が進むゲームである。ゲームを進めていくとある時点でゲームが中断し、選択肢が表示される。選んだ選択肢によって物語の道筋が変わり、ある特定の結末に物語が進む。本作の物語には主に4つの道筋があり、それぞれの物語で1人の少女の話が展開する。全ての物語を読むには、プレイヤーはゲームを複数回やり直し、違う選択肢を選んで違う道筋に進む必要がある。

## 世界観・設定
本作では秘宝という神秘の魔力を秘めた道具が登場する。秘宝の見た目や能力は多種多様であり、筋力を増強させる食物や自律人形などが存在する。秘宝は使い道を誤れば世の中に災いをもたらすとされている。本作の主人公・浦部 圭介はこうした秘宝を護ることを生業としている。浦部家は代々怪盗温羅（かいとううら）と称し、悪用する者から秘宝を盗み、秘宝を使って人助けを行ってきた。圭介は物語が始まる3年前に祖父・浦部 悪路（うらべ あくじ）から温羅の名を襲名し3代目怪盗温羅となった。以後は妹の浦部 葵（うらべ あおい）と共に各地に散らばる秘宝を集めて来た。
物語の舞台は美夜島という架空の島である。この島には御三家と呼ばれる3つの旧家が存在する。御三家は吉備津宮家・坂上家・西園寺家から構成され、それぞれ美夜島の政・護・財を司る。御三家は浦部家と同様に秘宝を護る使命を負っているが、秘宝の存在が公になるのを嫌っているために浦部家とは対立している。本作には御三家と浦部家の他に、大嶽丸を始祖とする土蜘蛛という勢力が登場する。土蜘蛛は物語が始まる1800年前から御三家と対立している。物語が始まる10年前に生じた御三家との戦いにより、土蜘蛛は破れ壊滅状態に陥っている。
御三家・浦部家・土蜘蛛などの勢力や秘宝は、物語が始まる1800年前に美夜島に宇宙船が墜落したことに端を発する。宇宙船の艦長・乙姫（おとひめ）は、当時美夜島を支配していた王・温羅と恋に落ちる。しかし、乙姫の家来である大嶽丸が反乱を起こし、秘宝を用いて星を支配しようとする。乙姫は部下である西園寺と鈴鹿（すずか）や、帝から派遣された吉備津彦命、温羅と共に大嶽丸を倒す。秘宝が災いを呼ぶと感じた乙姫は、宇宙船に秘宝を載せて海の底に沈める。また、秘宝を用いて宇宙船内での3日が地上での1年に当たる程度の時間のずれを生じさせる。乙姫と温羅は宇宙船に住み、美夜島は吉備津彦命が統治するようになる。宇宙船は後に桃源郷と呼ばれ、西園寺は桃源郷と地上を繋ぐ桃源郷の扉の管理を任せられる。鈴鹿は土蜘蛛と名乗る大嶽丸の部下を倒すために坂上家の当主の身体に宿るようになる。

## あらすじ

### 本編
物語が始まる一ヶ月前、美夜島には温羅の名前を騙る盗みの予告状が届いていた。偽温羅が秘宝を盗み私利私欲に使えば温羅の名前に傷が付く。そう考えた圭介は、妹の葵と共に美夜島に移り住み、島にある美夜島学園に転入する。学園内で偽温羅と秘宝についての情報を集めるため、圭介と葵は御三家の子女達との接触を図る。遺跡管理委員会に入った圭介は、4人の少女達——吉備津宮 灯（きびつみや あかり）・坂上 加奈（さかがみ かな）・住吉 暮葉（すみよし くれは）・西園寺 乙女（さいおんじ おとめ）——と交流していく。圭介はやがて一人の少女と親密な仲になる。

#### 灯ルート
圭介と灯は所在不明の秘宝を探すため、秘宝に関する暗号の解読を始める。暗号を解読した圭介と灯は、秘宝があるとされる洞窟を探検する。そこで圭介と灯は偽温羅と対峙し、秘宝に関する古文書を奪うことに成功する。ただし、洞窟にあった秘宝は採掘済みであったことが後に判明する。奪われた古文書を回収するため、偽温羅が圭介と灯の前に現れる。温羅に扮した圭介は灯達と協力して偽温羅を捕まえる。偽温羅は暮葉であり、暮葉は土蜘蛛の生き残りであった。10年前の土蜘蛛との戦いで父親を失っていた灯は土蜘蛛に恨みを持っていたが、暮葉の境遇を知った後は暮葉と和解し、1800年に渡る御三家と土蜘蛛の戦いが終結する。
圭介と灯が付き合い始めた後、灯の母親・吉備津宮 真紀（きびつみや まき）が倒れる。吉備津宮家の当主代行である真紀は激務により衰弱していた。圭介は吉備津宮家にある身体能力を強化する秘宝・生命の桃を真紀に与えて助けることを提案するが灯に否定される。秘宝を使わないという吉備津宮家の方針を灯は頑なに守ろうとしていた。圭介は灯の説得を諦め、温羅として生命の桃を盗み真紀を救うことを決める。圭介は盗みの予告状を出した後、温羅に扮して吉備津宮家に侵入する。圭介は生命の桃を守る灯と対峙する。灯を退けた圭介は、母親を助けたいという灯の本音を聞き届ける。圭介は真紀に生命の桃を与え、真紀は見事に回復する。
温羅が真紀を救おうとしたことから、灯は圭介が温羅であることに気が付く。秘密裏に美夜島を出ようとする圭介に対し、灯は吉備津宮家を変えて温羅である圭介を迎え入れることを誓う。月日は流れ、灯は吉備津宮家を変えて浦部家との確執をなくしていた。そこに圭介が現れ、灯との再会を果たす。

#### 加奈ルート
坂上家の現当主である加奈の身体には、初代当主である鈴鹿の魂が宿っていた。土蜘蛛との抗争で重症を負った鈴鹿は、肉体と魂を分離させる秘宝・金の鉞を用いて魂だけの存在となり、坂上家の当主の身体に宿るようになった。加奈と過ごしていく中で、圭介はこうした事情を徐々に打ち明けられる。後に圭介達は金の鉞を囮に偽温羅を誘い出し、捕まえることに成功する。偽温羅は暮葉であることが判明し、坂上家が暮葉を引き取ることになる。こうして偽温羅騒動は解決する。
偽温羅騒動やデートを通じて加奈と鈴鹿は圭介が温羅であることを知るがその秘密を守ることを選ぶ。圭介は加奈と鈴鹿の両方に恋心を抱き思い悩む。圭介は悩んだ末に加奈・鈴鹿に対し二股をかける宣言をし、2人に受け入れられる。しかし、鈴鹿との恋愛は加奈の兄である坂上 熊吉（さかがみ くまきち）に反対される。それは、鈴鹿の意識が表に出ることが続くと、身体の所有権が鈴鹿に移る恐れがあるからであった。恐れは現実となり、熊吉は金の鉞を用いて鈴鹿の魂を加奈の身体から切り離すことを決める。しかしそれは、鈴鹿の魂を葬り去ることを意味していた。圭介は自身が温羅であることを明かし、熊吉と対峙する。そこに鈴鹿が現れ、金の鉞を用いて自身の魂を加奈の身体から切り離す。自身が犠牲になる道を選んだ鈴鹿に対し、圭介と加奈は鈴鹿を救うことを誓い、直後に鈴鹿は消滅する。
後に圭介は加奈と結婚し、坂上家の婿養子となる。圭介は坂上家の忍者として秘宝を護ることになる。さらに時が流れ、魂を現世に定着させる秘宝を見つけた圭介達は鈴鹿を救うことに成功する。圭介と加奈は鈴鹿との再会を果たす。

#### 暮葉ルート
偽温羅である暮葉は、唯一の肉親である父親・住吉 須久那（すみよし すくな）を探していた。住吉家は病弱な暮葉の母の治療費多額の借金を抱えていた。後に暮葉の母は他界し、須久那は物語が始まる5年前に失踪する。須久那の失踪から2年後、暮葉の元に怪盗温羅の活躍を知らせる手紙が届く。暮葉は須久那が温羅であると考え、偽温羅の名を騙り温羅を誘き出す。しかし、温羅が須久那ではないことを暮葉は知り、秘宝を盗んで売り捌き借金を返すことを決める。
暮葉は、所有者が望む物を出す秘宝・打ち出の小槌を盗もうとする。圭介は温羅の姿で暮葉の前に現れ、父親の借金を返すのなら別の方法を執れと諭す。そこに居合わせた坂上家の忍者頭領は、怪盗を辞めて坂上家で働くことを提案する。暮葉は圭介の説得により、一度は打ち出の小槌を諦める。しかし土蜘蛛の生き残りが現れ、暮葉を脅して打ち出の小槌の取得を迫る。圭介は坂上家の忍者頭領と協力して土蜘蛛の生き残りを倒す。事件後に暮葉は、温羅が圭介であること、坂上家の忍者頭領が須久那であることを知る。暮葉は坂上家の温情により、父親と共に坂上家に仕え始める。
やがて圭介と暮葉は付き合い始める。そんな折に打ち出の小槌のような強い秘宝には依存性があることが分かる。暮葉は誘惑に負けて打ち出の小槌を使用し、それを咎めた葵を傷つけてしまう。誘惑に勝てない暮葉は自殺を図ろうとする。そこに圭介達が現れ、彼らの優しさを知った暮葉はついに打ち出の小槌の誘惑を断ち切る。
事件の終結後、暮葉は御三家により事実上の禁錮刑を言い渡される。暮葉は禁欲的な生活を送り、打ち出の小槌の誘惑に打ち勝てることを御三家に示すこととなる。一年後、自由な身となった暮葉は圭介達と再会を果たす。

#### 乙女ルート
偽温羅が桃源郷の扉を開けようとしていることが分かる。桃源郷の扉がある美夜島大洞窟の警備が始まる。偽温羅に圭介と乙女が捕まり、桃源郷の扉を開くように強制される。乙女は桃源郷の扉を開き、圭介と暮葉は扉の向うに桃源郷とされる宇宙船を目撃する。しかし、扉に備わっていた防衛装置により再び扉は閉じる。圭介と乙女は防衛装置が起動する隙に偽温羅から逃れ、洞窟を脱出する。洞窟での騒動により偽温羅は捕まり、偽温羅が暮葉であることが判明する。暮葉は坂上家に仕えることになる。
桃源郷の扉に備わっていた防衛装置により、桃源郷に関する記憶を消去する霧が美夜島中に蔓延する。美夜島の住民からは、乙姫の娘であり桃源郷の王女である乙女の記憶が徐々に失われていく。圭介もやがて乙女に関する記憶を失う。圭介が記憶を失ったのを見届けた乙女は桃源郷へ去って行く。乙女が去ってから一年後、圭介は違和感を覚えながら日々を過ごしていた。そんな折に乙女の写真が見つかり、圭介は乙女の記憶を取り戻す。記憶を取り戻した圭介に対し、鈴鹿は1800年前の出来事を説明し、圭介と葵が乙姫の血を引くこと、乙女が桃源郷にいることを圭介に伝える。圭介達は桃源郷に赴き乙女を助けることを決める。圭介は妨害する西園寺 玉彦（さいおんじ たまひこ）を退け、桃源郷に侵入する。
桃源郷に侵入した圭介は乙姫に出会う。乙姫は、桃源郷や秘宝などの秘密が露見すれば地上に争いが起こるという恐れから、乙女を地上へ戻せないと述べる。それでも圭介は乙女を地上へ連れ去ることを決める。乙女もそれを了承するが、乙姫と桃源郷の住民により妨害される。圭介と乙女は地上に残った葵と悪路の協力により、桃源郷を脱することに成功する。地上へ戻った圭介と乙女は、美夜島の面々から帰還を祝福される。後に圭介と乙女は乙姫に交際を認められる。

## 開発・販売

### スタッフ
| 役名          | PC版       | PSP版      |
| ------------- | ---------- | ---------- |
| 浦部 圭介     | ボイス無し | ボイス無し |
| 吉備津宮 灯   | 遠野そよぎ | 岡嶋妙     |
| 坂上 加奈     | 鮎川ひなた | 阪田佳代   |
| 住吉 暮葉     | 青葉りんご | 加藤恵     |
| 西園寺 乙女   | 北見六花   | 小野涼子   |
| なずな        | 登場無し   | 渕上舞     |
| 浦部 葵       | 佐藤しずく | 南條愛乃   |
| 坂上 熊吉     | 古河徹人   | 古河徹人   |
| 西園寺 玉彦   | 一条和矢   |            |
| 住吉 須久那   | 越雪光     |            |
| 吉備津宮 真紀 | 海原エレナ |            |
| 浦部 悪路     | 多富満     |            |

『鬼ごっこ!』は株式会社彩牙のブランド・ALcotが制作を行った。企画は空下元が行い、ディレクターは時乃が務めた。シナリオを書いたのは宮蔵・大三元・空下元である。本作の登場人物は仁村有志・鳴海ゆうがキャラクターデザイン・原画を担当した。4人のヒロインのうち、仁村有志が灯・加奈の原画を、鳴海ゆうが暮葉・乙女の原画を担当した。あおなまさおはSD原画を担当した。背景原画はひらたとおる・綾瀬翆によって描かれた。音楽はElements Gardenに所属する菊田大介・中山真斗・母里治樹が制作した。動画は株式会社KIZAWA Studioが制作した。本作のプログラムは合資会社ワムソフトによって開発された。各登場人物の声優は「表：キャスト」の通り。
『鬼ごっこ! ファンディスク』においても制作・企画・ディレクター・キャラクターデザイン・原画・SD原画・音楽・動画・プログラムの担当者は『鬼ごっこ!』と同じである。シナリオは宮蔵・空下元・時乃が担当した。背景原画の担当にはひらたとおる・綾瀬翆の他に風戸亜希子が加わった。
『鬼ごっこ! Portable』においても企画・ディレクター・SD原画・音楽・動画の担当者は『鬼ごっこ!』と同じである。制作は株式会社彩牙のブランド・ALcotと株式会社アルケミストが行った。シナリオは宮蔵・大三元・空下元の他に日景野もぐらがシナリオサポートとして加わった。背景原画はひらたとおる・綾瀬翆によって描かれた。登場人物は仁村有志・鳴海ゆう・masaがキャラクターデザインを担当し、原画は仁村有志・鳴海ゆう・元町神戸屋によって描かれた。プログラムは株式会社BOOMによって開発された。本作の発売・販売はそれぞれ加賀クリエイト・アルケミストが担当した。

### モチーフ・キャラクターデザイン
『鬼ごっこ!』の発売前にはヒロイン全員がお伽話の登場人物の末裔として宣伝が行われた。お伽話をモチーフとした理由について、ディレクターの時乃は「誰もが知っているおとぎ話をモチーフとすることで、ユーザーの皆さんが受け入れやすい舞台とする」と語っている。宣伝では、ヒロインである灯・加奈・暮葉・乙女はそれぞれ桃太郎・金太郎・一寸法師・乙姫の末裔とされた。桃太郎の末裔とされる灯は、「桃太郎」「ツン」「活発」「木刀」をキーワードとしてデザインが行われた。金太郎の末裔とされる加奈は、怪力という設定となり髪型はおかっぱとして描かれた。一寸法師の末裔とされる暮葉は、シナリオライターにより「針」をデザインに組み込むよう指摘され、原画を担当した鳴海ゆうは針や針山をモチーフとした髪飾りを取り入れた。乙姫の末裔とされる乙女は、髪型も体型も全体的にゆったりとした雰囲気を意識してデザインが行われた。

### 音楽
『鬼ごっこ!』にはオープニングテーマ・エンディングテーマとしてそれぞれ「百花繚乱ファンタズム」・「桃色の花咲く頃に」という歌謡曲があり、作中では演出としてBGMが流れる。オープニングテーマである「百花繚乱ファンタズム」は作詞・作曲・編曲を中山真斗 (Elements Garden)、ボーカルを真理絵が担当した。エンディングテーマである「桃色の花咲く頃に」は作詞をayachi、作曲・編曲を母里治樹 (Elements Garden)、ボーカルを真理絵が担当した。
『鬼ごっこ! ファンディスク』にはオープニングテーマ・エンディングテーマとしてそれぞれ「百花繚乱ファンタズム 葵ちゃんReMIX」・「大切だから」という歌謡曲があり、作中では演出としてBGMが流れる。オープニングテーマである「百花繚乱ファンタズム 葵ちゃんReMIX」は作詞・作曲を中山真斗 (Elements Garden)、編曲を岩橋星実 (Elements Garden)、ボーカルを佐藤しずくが担当した。エンディングテーマである「大切だから」は作詞・作曲・編曲を折倉俊則、ボーカルを真理絵が担当した。
『鬼ごっこ! Portable』のオープニングテーマ「花も嵐もセンセーション」は作詞をayachi、作曲・編曲を岩橋星実 (Elements Garden)、ボーカルを真理絵が担当した。

### 販売歴
2011年3月31日、4人のヒロインを攻略対象としたWindows専用のアダルトゲーム・『鬼ごっこ!』が発売された。2011年9月30日には、同じくWindows専用のアダルトゲーム・『鬼ごっこ! ファンディスク』が発売された。『鬼ごっこ! ファンディスク』には、『鬼ごっこ!』で結ばれたヒロイン4人との後日談と浦部葵の補完物語が収録された。2013年5月31日には上記2作を収録した『鬼ごっこ！玉手箱パック』のパッケージ版が発売され、2014年9月5日にはダウンロード版が発売された。2013年6月27日にはPlayStation Portableへの移植作である『鬼ごっこ! Portable』が発売された。『鬼ごっこ! Portable』では新たに1人のヒロインが追加された他、シナリオ・CG・オープニングテーマが追加された。2015年1月30日には、ALcotの新本三部作と呼ばれる『幼なじみは大統領』『鬼ごっこ!』『中の人などいない!』とそのサウンドトラック、『幼なじみは大統領』『鬼ごっこ!』のファンディスクを収録した『ALcot新本COMPLETE PACK』が発売された。
2011年6月17日には、原作・著者・原画をそれぞれALcot・天草白・仁村有志が担当した『鬼ごっこ!』の小説がPARADIGM NOVELSから発売された。2011年12月28日には『鬼ごっこ!』と『鬼ごっこ! ファンディスク』で使用された歌謡曲・BGMを全て収録した『鬼ごっこ! オリジナルサウンドトラックス』が発売された。この他、秋葉原電気外祭り・コミックマーケット等のイベントにて登場人物の絵柄入りの食器や抱き枕カバーなどのグッズが発売された。

## 反響

### 売り上げ
『鬼ごっこ!』は発売月（2011年3月）の売り上げランキングにおいて、『PCpress』・『Getchu.com』・『PUSH!!』の集計にてそれぞれ2位・3位・2位を獲得した。翌月（2011年4月）の売り上げランキングでは、『PCpress』・『Getchu.com』の集計にてそれぞれ23位・32位を獲得した。2011年の美少女ゲーム年間売り上げランキングでは『Getchu.com』による集計で47位を獲得した。上記ランキングにおいて販売本数は明かされていない。
『鬼ごっこ! ファンディスク』は発売月（2011年9月）の売り上げランキングにおいて、『PCpress』・『Getchu.com』・『PUSH!!』の集計にてそれぞれ11位・9位・8位を獲得した。翌月（2011年10月）の売り上げランキングでは、『PCpress』・『Getchu.com』の集計にてそれぞれ48位・30位を獲得した。2011年の美少女ゲーム年間売り上げランキングでは『Getchu.com』による集計で48位を獲得した。上記ランキングにおいて販売本数は明かされていない。
『鬼ごっこ! Portable』は、発売日である2013年6月27日から2013年12月29日の間に7,567本販売され、2013年期の販売ランキングでは578位であった。

### 受賞歴・人気投票
『鬼ごっこ!』と『鬼ごっこ! ファンディスク』はそれぞれ「美少女ゲームアワード2011」・「美少女ゲームアワード2012」にノミネートされていたが、受賞には至らなかった。『鬼ごっこ!』と『鬼ごっこ! ファンディスク』は、それぞれの発売月（2011年3月・9月）に出た美少女ゲームを対象とする『Getchu.com』が集計した人気投票において、それぞれ1位・9位に選ばれた。しかし、『Getchu.com』・『BugBug』・『TECH GIAN』にて行われた2011年間の美少女ゲームユーザー人気投票では、『鬼ごっこ!』と『鬼ごっこ! ファンディスク』はいずれの部門でもランキング入りは果たせなかった。

### 批評・分析
『鬼ごっこ!』は『PCpress』にて、個性的なシナリオで評価が高くキャラクターは人気があり、前作の『幼なじみは大統領』と同様に高評価の作品であると述べられた。『BugBug』2012年4月号では、同誌に寄稿するライターにより「随所に仕込まれた小ネタとヒロインの魅力を活かしたフェティッシュなエッチが堪能できるバランス型の良作」であると評された。ALcotのスタッフは『中の人などいない!』のビジュアルファンブックにおいて、『鬼ごっこ!』ではシリアスな場面とコメディな場面にメリハリをつけて描いた結果、ユーザーから面白いという感想が寄せられた一方で、バトルシーンを増やして欲しいという要望もあったと語っている。
『鬼ごっこ! Portable』のレビューが『ファミ通』2013年7月4日号に掲載された。4人のレビュアーがそれぞれ7, 6, 6, 6点をつけ、40点満点中25点を得た。お伽話に登場する人物の子孫がヒロインという設定は独特であると指摘され、シナリオは「テンポのいいパロディー満載のノリながらも、甘い展開が目白押し」「軽いノリと散りばめられたパロディーのネタは、好みが別れる」と評された。選択肢の少なさが4人のレビュアー全員から指摘された一方で、メッセージウィンドウや立ち絵が動くシステムや漫符を取り入れた演出に対しては好意的な意見が寄せられた。ゲーム情報サイトの『Gamer』でもお伽話の登場人物の子孫が登場すること、メッセージウィンドウが動くシステム、選択肢の少なさが『鬼ごっこ! Portable』の特徴として挙げられた。お伽話に関連した設定については、お伽話をアレンジして取り込むことで物語全体が引き締まっている、設定に囚われずに自由に表現していると述べられた。メッセージウィンドウに関しては、会話している感覚が味わえて良いと述べられた。また、SD絵のカットインに対しては、場面に合わせて絵が動くので動的な画面でゲームが楽しめるとの感想が寄せられた。

## 参考資料
- ALcot、『鬼ごっこ!』Version 1.01、Microsoft Windows、2011年3月31日。
- ALcot、『鬼ごっこ! ファンディスク』Version 1.0、Microsoft Windows、2011年9月30日。
- ALcot・アルケミスト、『鬼ごっこ! Portable』Version 1.01、PlayStation Portable、2013年6月27日。
- 『DENGEKI HIME』第11巻第4号、アスキー・メディアワークス、2011年4月号。
- 『PUSH!!』第17巻第7号、マックス、2011年7月。
- 『PUSH!!』第18巻第1号、マックス、2012年1月。
- 『BugBug』第21巻第4号、サン出版、2012年4月。
- 『TECH GIAN』第16巻第8号、エンターブレイン、2012年6月。
- 『中の人などいない！ トーキョー・ヒーロー・プロジェクト ビジュアルファンブック』マックス、2013年。ISBN 978-4-86379-175-6。
- 『ファミ通』第28巻第27号、KADOKAWA、2013年7月4日号。
- 『ファミ通ゲーム白書2014』KADOKAWA、2014年。全国書誌番号:22544024。